# Notogomphus ruppeli
Notogomphus ruppeli é uma espécie de libelinha da família Gomphidae.
É endémica de Etiópia.
Os seus habitats naturais são: florestas secas tropicais ou subtropicais e rios.
Está ameaçada por perda de habitat.